# Extremely Low Frequency
Extremely Low Frequency (kurz ELF, englisch für extrem niedrige Frequenz) ist laut ITU der Teil des elektromagnetischen Spektrums, der elektromagnetische Wellen mit Frequenzen von 3–30 Hz und dementsprechend Wellenlängen von 100.000 bis 10.000 km umfasst.
Gemäß ITU schließen sich an:
- die Super Low Frequency (SLF) mit 30–300 Hz (Wellenlängen von 10.000 bis 1.000 km)
- die Ultra Low Frequency (ULF) mit 300–3000 Hz = 3 kHz (Wellenlängen von 1.000 bis 100 km)
- die Längstwellen (Very Low Frequency, VLF) mit 3 kHz–30 kHz (Wellenlängen von 100 bis 10 km).

Ungeachtet der ITU-Einteilung wird z. T. der gesamte Funkwellen-Bereich von 3 Hz bis 3 kHz als ELF bezeichnet.
Der gesamte Bereich zwischen 3 Hz und 30 kHz wird u. a. auch in der Literatur der ionosphärischen Radiowellen-Ausbreitung als Low Frequency bzw. Niederfrequenz bezeichnet.
Dieser Artikel beschäftigt sich mit den Bereichen ELF und SLF, d. h. mit 3 bis 300 Hz.

## Wellenlänge
Je geringer die Frequenz {\displaystyle f} einer elektromagnetischen Welle, umso größer die zugehörige Wellenlänge {\displaystyle \lambda }, die sich aus Frequenz und der (näherungsweise konstant angenommenen) Ausbreitungsgeschwindigkeit {\displaystyle c} (Lichtgeschwindigkeit) errechnet:
{\displaystyle \lambda ={\frac {c}{f}}}
Während die Wellenlängen im Bereich der Funkfrequenzen von etwa einem Millimeter (Radar) bis einigen hundert Metern (Mittelwelle) reichen, liegen sie bei ELF-Wellen im Bereich von mehreren tausend Kilometern Länge.
Ein Viertelwellenstrahler oder eine abgestimmte Dipolantenne hätte bei ELF-Wellen einige Hundert Kilometer Länge. Solche Sendeantennen könnten nur äußerst schwer realisiert werden. Deshalb wird in diesem Frequenzbereich mit einem Bodendipol gesendet.

## Anwendung, Quellen, Ausbreitung
ELF-Wellen werden im Besonderen für die U-Boot-Kommunikation eingesetzt, da diese elektromagnetischen Wellen aufgrund ihrer niedrigen Frequenz eine sehr große Bodenwellen-Reichweite besitzen und im schlecht leitenden Meerwasser auch nach größerer Eindringtiefe noch nachweisbar sind.
Allerdings sind mit derart niedrigen Frequenzen nur sehr geringe Datenübertragungsraten möglich. Diese soll in den 1970er Jahren beim Seafarer-System der US-Navy bei rund 10 Bit je Minute gelegen haben, was jedoch ausreicht, um zahlreiche in Form sehr kurzer Zeichengruppen kodierte Befehle zu übermitteln.
Nachweislich existieren derzeit nur drei ELF-Sender:
- für das stillgelegte amerikanische System Sanguine (Sendefrequenz 76 Hz) die Sendeanlagen
  - am Clam Lake, Wisconsin[5]
  - am Escanaba River State Forest, Michigan
- der Sender des russischen Systems ZEVS (Sendefrequenz 82 Hz) in der Nähe von Murmansk.

Da Frequenzen unter 9 kHz wie der ELF-Bereich nicht unter die Richtlinien der ITU fallen, darf man in zahlreichen Ländern (allerdings nicht in Deutschland) im ELF-Bereich einen Sender ohne Lizenz betreiben, sofern er keine Oberwellen mit Frequenzen über 10 kHz erzeugt. Allerdings dürfte ein solcher Sender mit den für Amateure in der Praxis realisierbaren Antennen nur eine Reichweite von höchstens einigen Kilometern haben.
Es gibt auch natürlich vorkommende ELF-Wellen: Frequenzen von ca. 7 bis 8 Hz entstehen als Schumann-Resonanz durch natürliche atmosphärische Störungen (Spherics).

## Empfangsantennen

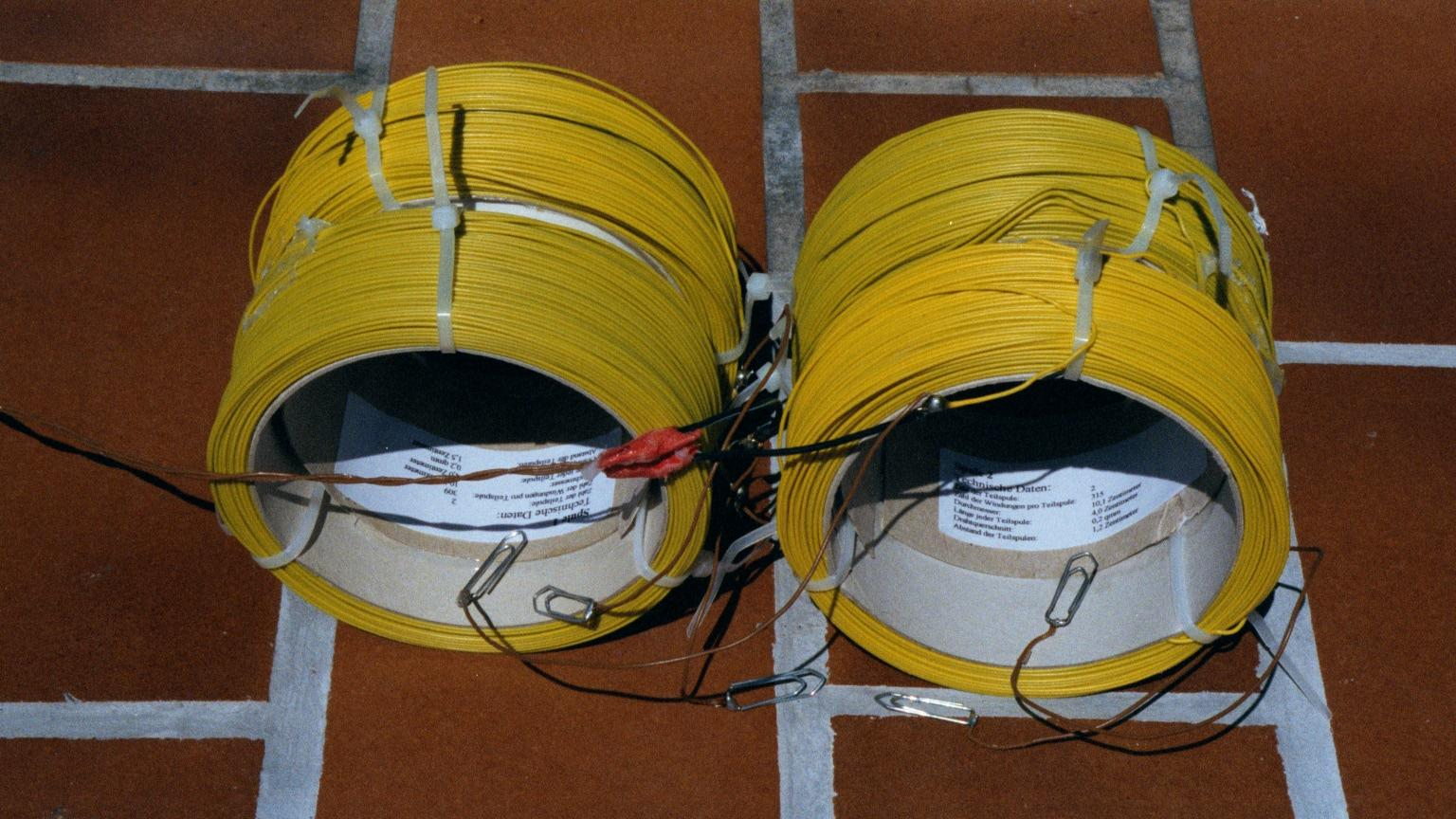
Luftspule als Empfangsantenne für VLF

Für den Empfang sehr tiefer Frequenzen verwendet man vorzugsweise magnetische (induktive) Antennen, da diese relativ unempfindlich gegenüber Funkstörungen sind. Außerdem kann der Abstand zum Erdboden gering sein, weil dieser unmagnetisch ist.
Wie im Bild gezeigt, können das für höhere Frequenzen oberhalb 1000 Hz Luftspulen mit hunderten Windungen sein. Für sehr tiefe Frequenzen unter 100 Hz versieht man die Spulen mit einem Weicheisenkern, um die Empfangsspannung zu erhöhen (siehe Ferritstabantenne). Magnetische Antennen besitzen eine Richtwirkung.
Will man nur eine Frequenz empfangen, so kann die Empfindlichkeit durch Parallelschaltung eines Kondensators geeigneter Größe erheblich gesteigert werden. Die Bandbreite des so gebildeten Schwingkreises kann sehr gering sein (wenige Prozent der Mittenfrequenz).
Drahtantennen, die vorzugsweise auf elektrische Felder reagieren, sind aus verschiedenen Gründen schlecht geeignet, können aber durch Resonanztransformatoren wirkungsvoll an die Empfangselektronik angepasst werden:
Sie sind meist erheblich kürzer als das Optimum 1/4 der Wellenlänge und dementsprechend hochohmig. Daher werden Vorverstärker hoher Eingangsimpedanz benötigt.
Waagerechte Dipolantennen mit einer Höhe über dem (leitfähigen) Erdboden, die notwendigerweise im Vergleich zur Wellenlänge gering ist, besitzen eine hohe Dämpfung.

## Empfänger
Zum Empfang von Extremely Low Frequency kann neben analog arbeitenden Empfängern auch ein Personal Computer oder ein Mikrocontroller mit integrierter Soundkarte bzw. Analog-Digital-Umsetzer eingesetzt werden. Die Signale werden mit einer Spule empfangen. Eine Software kann z. B. eine FFT-Analyse ausführen und ein Spektrogramm darstellen.

## Störquellen
Die Störquellendichte nimmt zu niedrigen Frequenzen hin deutlich zu. Zum einen bedeutet die große Reichweite, dass auch weit entfernt liegende Störquellen den Empfang beeinträchtigen können. Zum anderen liegen diese Frequenzen in der Nähe von Gleichfeldern, deren Schwankungen Seitenbänder im ELF-Bereich erzeugen.
- Stromversorgung 16 … 17 Hz (Bahnstrom), 50 Hz, 60 Hz
- Schumann-Resonanz 7 bis 8 Hz
- Schwankungen des Erdmagnetfeldes
- Sonnenwinde
- Atmosphärische Störungen.

## Wechselwirkungen mit dem menschlichen Organismus
Das Frequenzspektrum menschlicher Gehirnströme, sichtbar gemacht im EEG, liegt ebenfalls im Bereich von 0 bis 50 Hz. Prinzipiell sind Wechselwirkungen zwischen starken elektromagnetischen Feldern und EEG-Mustern bei einigen an der Justus-Liebig-Universität Gießen durchgeführten Experimenten nachgewiesen worden. Dabei trat Dämpfung oder Aktivitätssteigerung auf oder es war kein Effekt auf das EEG feststellbar. Die EEG-Veränderungen waren bei diesen Experimenten stets symptomlos.
| EEG-Frequenzband                   | Delta               | Theta                           | Alpha                                  | Beta                 | Gamma                             |
| ---------------------------------- | ------------------- | ------------------------------- | -------------------------------------- | -------------------- | --------------------------------- |
| typische Hirnaktivität             | Tiefschlaf und Koma | Traumschlaf, Hypnose und Trance | entspannter Wachzustand und Meditation | normaler Wachzustand | motorische und kognitive Prozesse |
| Frequenzbereich/Hz                 | 0,4 … 3,5           | 4 … 7                           | 8 … 13                                 | 12 … 30              | 25 … 100                          |
| Bereich elektromagnetischer Wellen | Sub-ELF             | ELF                             | ELF                                    | ELF                  | SLF                               |